# 탄수화물 탈수소효소
탄수화물 탈수소효소(炭水化物 脫水素酵素, 영어: carbohydrate dehydrogenase)는 많은 생물에서 생성되며, 탄수화물을 알데하이드, 락톤, 케토스로 전환하는 반응을 촉매하는 탈수소효소 부류이다.
탄수화물 탈수소효소는 가장 일반적인 퀴노단백질 산화환원효소이다. 산화환원효소는 광범위한 분자들을 산화시키는 효소이다.
탄수화물 탈수소효소의 예로는 L-굴로노락톤 산화효소가 있다.
탄수화물 탈수소효소는 EC 번호 1.1로 분류된다. 보다 구체적으로 다음과 같이 3가지 하위 분류 체계(1, 2, 99)로 구분된다.
- EC 1.1.1은 NAD+ 또는 NADP+를 수용체로 사용한다.
- EC 1.1.2는 사이토크롬을 수용체로 사용한다.
- EC 1.1.99는 기타 물질을 수용체로 사용한다.

## 같이 보기
- 탄수화물
- 탈수소효소
- 산화환원효소